# Сломчинський Павло Павлович

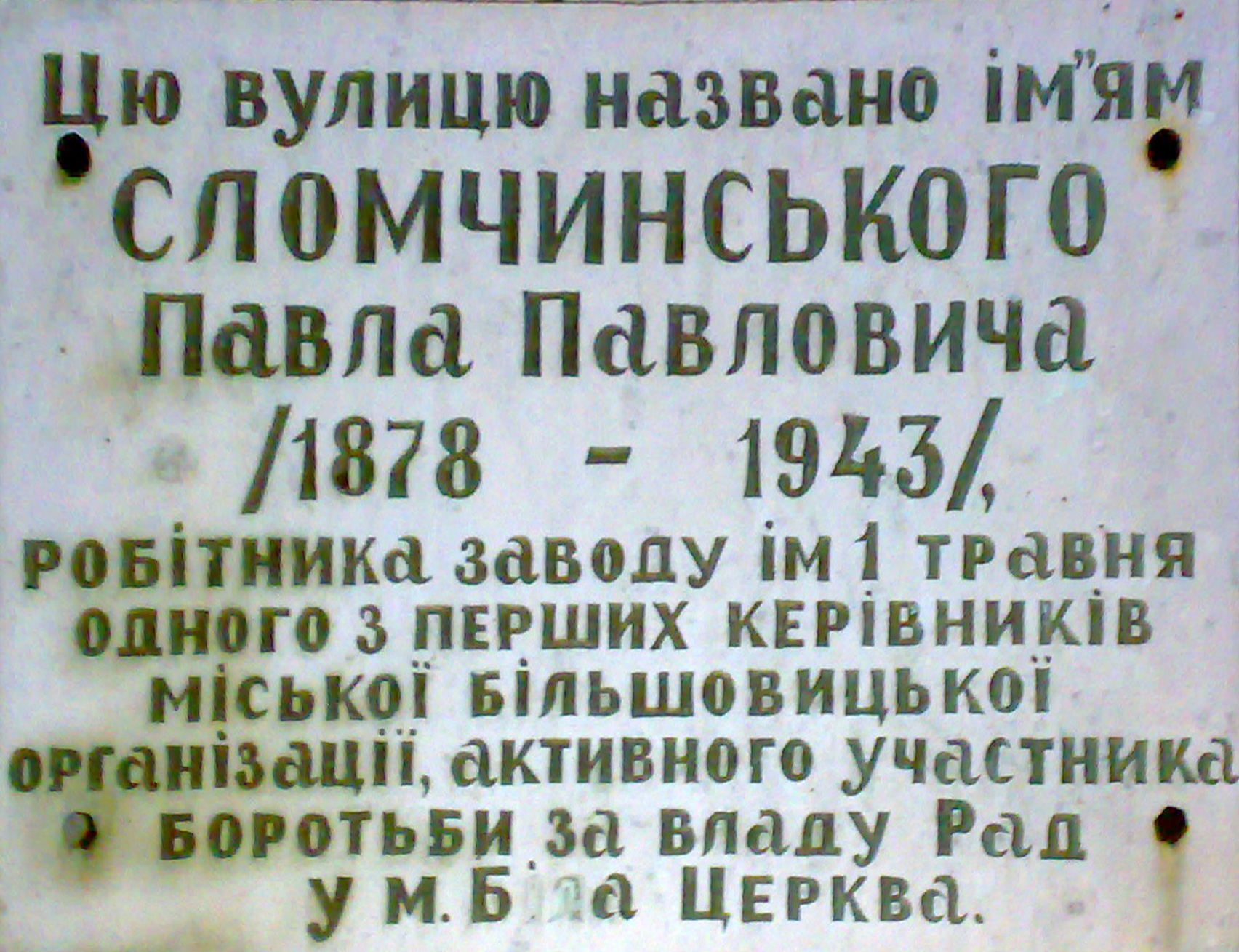
Анотаційна дошка на колишній вулиці Сломчинського у Білій Церкві

Сломчинський Павло Павлович (нар. 1878 — пом. 1943) — більшовицький політичний і державний діяч. Один з засновників більшовицького підпілля у Білій Церкві.

## Біографія
У травні 1912 року робітник заводу імені Менцеля Сломчинський з однодумцями почав розповсюджувати у Білій Церкві газету «Правда» та листівки з закликами святкувати 1 травня. У 1914 році підпільну організацію було викрито.
У грудні 1917 року був нелегально посланий делегатом на більшовицький Всеукраїнський з'їзд рад у Харків від міста Біла Церква.

## Пам'ять
На честь Сломчинського за радянських часів було названо вулицю у Білій Церкві, на якій також розміщувалася відповідна анотаційна дошка. В 2015 році вулиця отримала назву на честь В.Чорновола.